# Diagramma pressione-volume
Un diagramma pressione-volume (anche detto diagramma (PV), o curva volume-pressione) viene usato per descrivere in un sistema corrispondenti variazioni di volume e pressione. Essi sono comunemente utilizzati in termodinamica, in fisiologia cardiovascolare e in fisiologia respiratoria.
Diagrammi PV, originariamente chiamati diagrammi indicatori, si sono sviluppati nel XVIII secolo come strumenti per comprendere l'efficienza dei motori a vapore.

## Applicazioni

### Medicina
In fisiologia cardiovascolare, il diagramma è spesso applicato al ventricolo sinistro e può mappare eventi specifici del ciclo cardiaco. Studi della curva pressione-volume sono ampiamente utilizzati negli studi clinici e in test preclinici, per valutare le prestazioni del cuore umano in varie situazioni: effetti farmacologici o nelle malattie.
La sequenza di eventi che si verificano in ogni ciclo cardiaco vengono descritti di seguito.

Esempio di una curva pressione-volume di un cuore murino.
Vista anteriore (frontale) di un cuore umano aperto.

1. A è il punto di fine diastole; questo è il punto in cui inizia la contrazione: la pressione inizia ad aumentare, diventa rapidamente più alta della pressione atriale, e la valvola mitrale si chiude. Poiché la pressione è ancora inferiore alla pressione aortica, anche la valvola aortica è chiusa.
2. Il segmento AB è la fase di contrazione: poiché le valvole cardiache sia la mitrale che l'aortica sono chiuse, il volume è costante. Per questo motivo, questa fase è chiamata di contrazione isovolumetrica.
3. Al punto B, la pressione diventa superiore alla pressione aortica e la valvola aortica si apre, avviando espulsione del sangue dal ventricolo sinistro.
4. BC è la fase di espulsione e il volume diminuisce. Al termine di questa fase, la pressione si riabbassa e scende sotto la pressione aortica e la valvola si chiude.
5. Il punto C è il punto di fine sistole.
6. Il segmento CD è il rilassamento isovolumetrico: durante questa fase, la pressione continua a scendere. La valvola mitrale e la valvola aortica sono nuovamente chiuse in questo modo il volume è costante.
7. Al punto D la pressione scende al di sotto della pressione atriale e la valvola mitrale si apre, avviando il riempimento ventricolare.
8. DA è il periodo di riempimento diastolico: il sangue fluisce dall'atrio sinistro al ventricolo sinistro. la contrazione atriale completa il riempimento ventricolare.

Come si può vedere, il loop PV ha una forma approssimativamente rettangolare ed ogni ciclo ruota in senso anti-orario.